# Абдуллино (Кармаскалинский район)
Абдуллино (баш. Абдулла) — деревня в Кармаскалинском районе Башкортостана, входит в состав Старобабичевского сельсовета.

## Население
| 2002 | 2009 | 2010 |
| ---- | ---- | ---- |
| 154  | ↘117 | ↘110 |

Национальный состав
Согласно переписи 2002 года, преобладающая национальность — башкиры (99 %).

## Географическое положение
Расстояние до:
- районного центра (Кармаскалы): 24 км,
- центра сельсовета (Старобабичево): 4 км,
- ближайшей ж/д станции (Тюкунь): 17 км.

## Известные уроженцы
- Киньябулатов, Ирек Лутфиевич (15 июля 1938 года — 2 июня 2016) — советский и российский башкирский поэт, Заслуженный работник культуры Республики Башкортостан, лауреат литературных премий имени М. Уметбаева, имени М. Гафури, имени З. Биишевой, имени Р. Гарипова, имени С. Чекмарева, имени Ф. Карима, лауреат премии имени Салавата Юлаева.